# Mercury M-Series
Mercury M-Series – samochód osobowo-dostawczy typu pickup klasy pełnowymiarowej produkowany pod amerykańską marką Mercury w latach 1947–1968.

## Pierwsza generacja

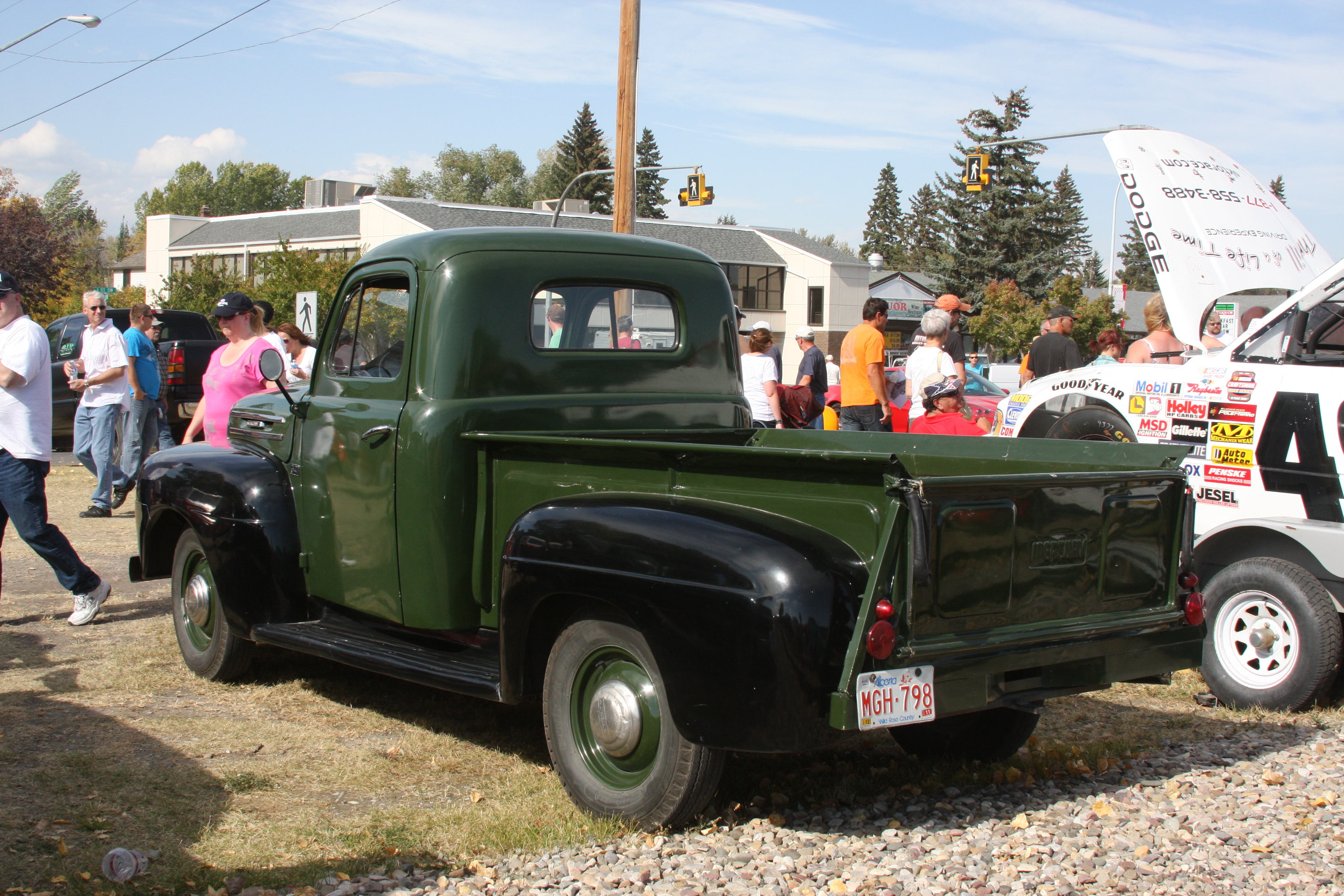
Mercury M-Series I - tył

Mercury M-Series I została zaprezentowany po raz pierwszy w 1947 roku.
Wraz z prezentacją nowego pickupa F-Series, którego Ford zaprezentował w 1947 roku pod nazwą F-Series, koncern zdecydował się poszerzyć swoje portfolio o bliźniaczy model oferowany także pod marką Mercury. Pierwsza generacja modelu M-Series była identyczna wobec modelu Forda, charakteryzując się obłymi proporcjami nadwozia z masywnymi, zaokrąglonymi nadkolami i szpiczastą maską. Pas przedi zdobiły okrągłe, wąsko rozstawione reflektory.

### Silniki
- L6 3.5l 101 KM
- L6 3.7l 95 KM
- L6 4.2l 110 KM
- V8 3.9l 100 KM
- V8 4.6l 145 KM
- V8 5.2l 155 KM
- V8 5.5l 147 KM

## Druga generacja

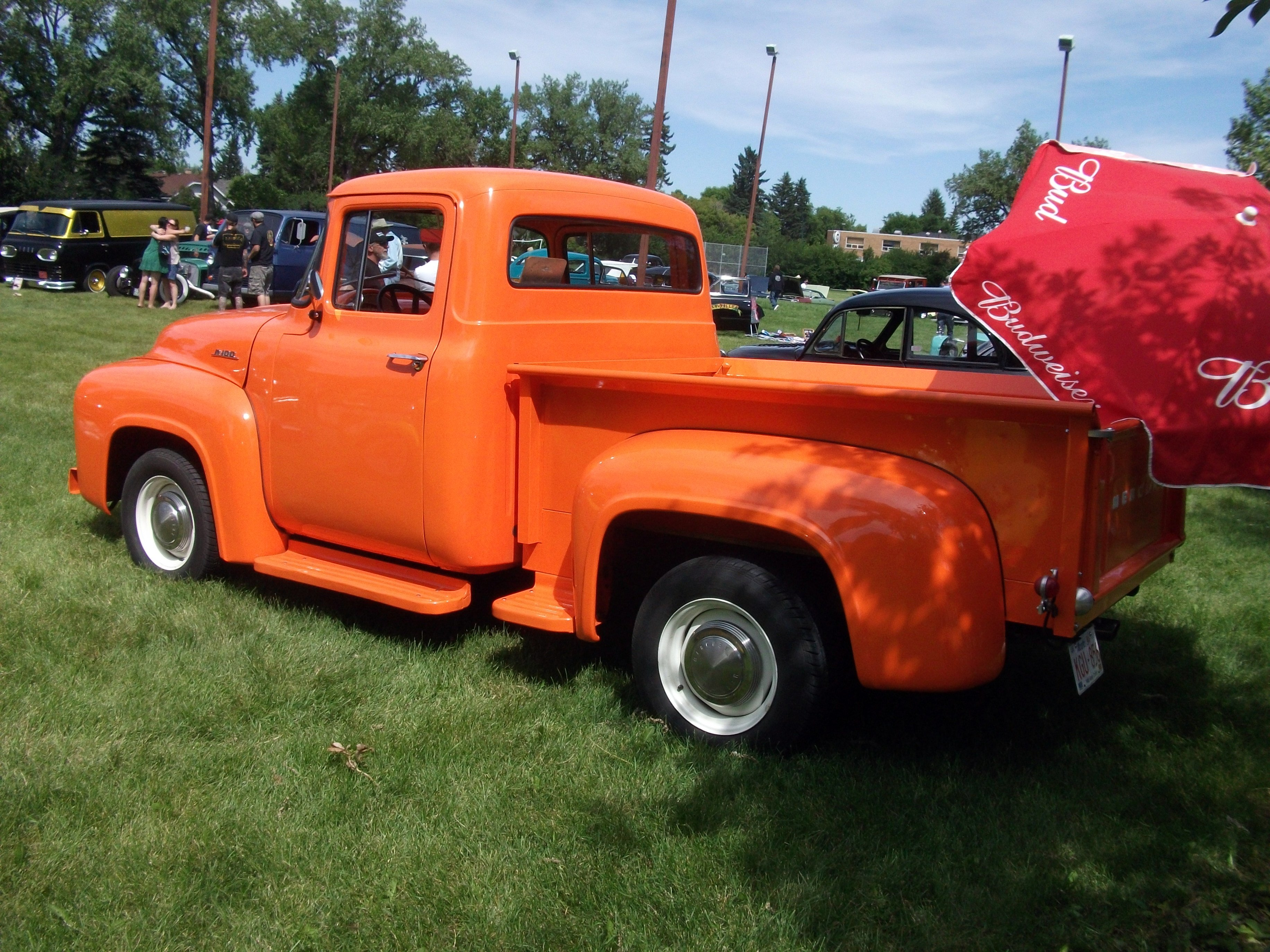
Mercury M-Series II - tył

Mercury M-Series II został zaprezentowany po raz pierwszy w 1952 roku.
Wzorem bliźniaczego Forda F-Series, druga generacja Mercury M-Series przeszła obszerne modyfikacje wizualne. Pojawił się nowy pas przedni z większym, prostokątnym wlotem powietrza, a także niżej osadzone okrągłe reflektory, a także inna, chromowana atrapa chłodnicy z ząbkowanymi akcentami. Charakterystycznymi elementami stylistycznymi pozostałych elementów nadwozia pozostały wyeksponowane, obłe nadkola.

### Silniki
- L6 3.5l 101 KM
- L6 3.7l 115 KM
- V8 3.9l 100 KM
- V8 3.9l 130 KM
- V8 4.5l 173 KM

## Trzecia generacja

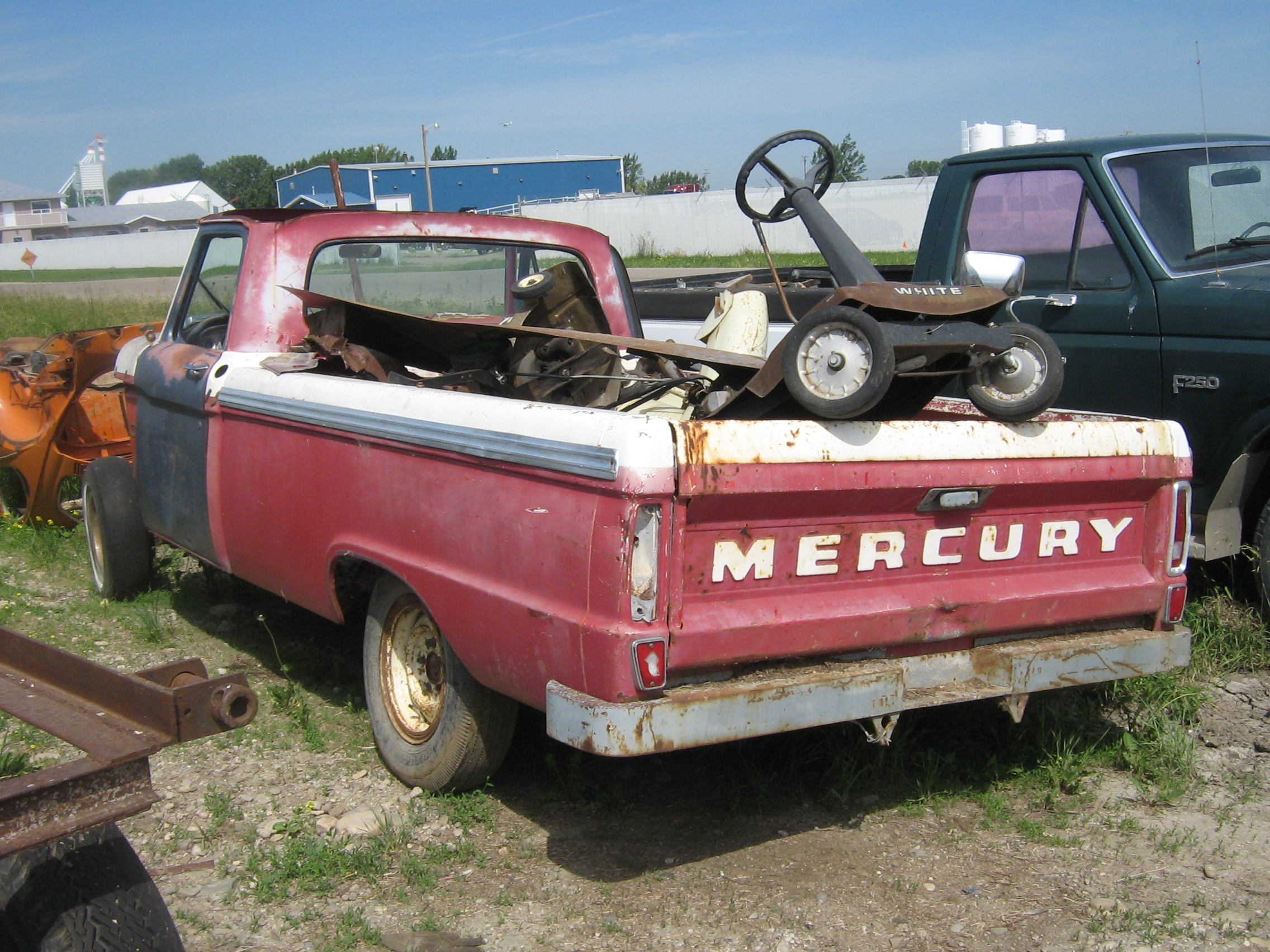
Mercury M-Series III - tył

Mercury M-Series III został zaprezentowany po raz pierwszy w 1956 roku.
Trzecia generacja Mercury M-Series przeszła obszerne modyfikacje wizualne, zyskując znacznie większe nadwozie. Przestrzeń transportowa stała się znacznie rozleglejsza, z kolei karoseria utraciła obłe, zaakcentowane nadkola i inne zaokrąglone akcenty na rzecz bardziej zwartych i pełnych kształtów karoserii. Z przodu pojawiły się charakterystyczne, owalne obwódki reflektorów i duży napis z nazwą marki pomiędzy nimi.

### Silniki
- L6 3.7l
- V8 4.5l
- V8 4.8l

## Czwarta generacja

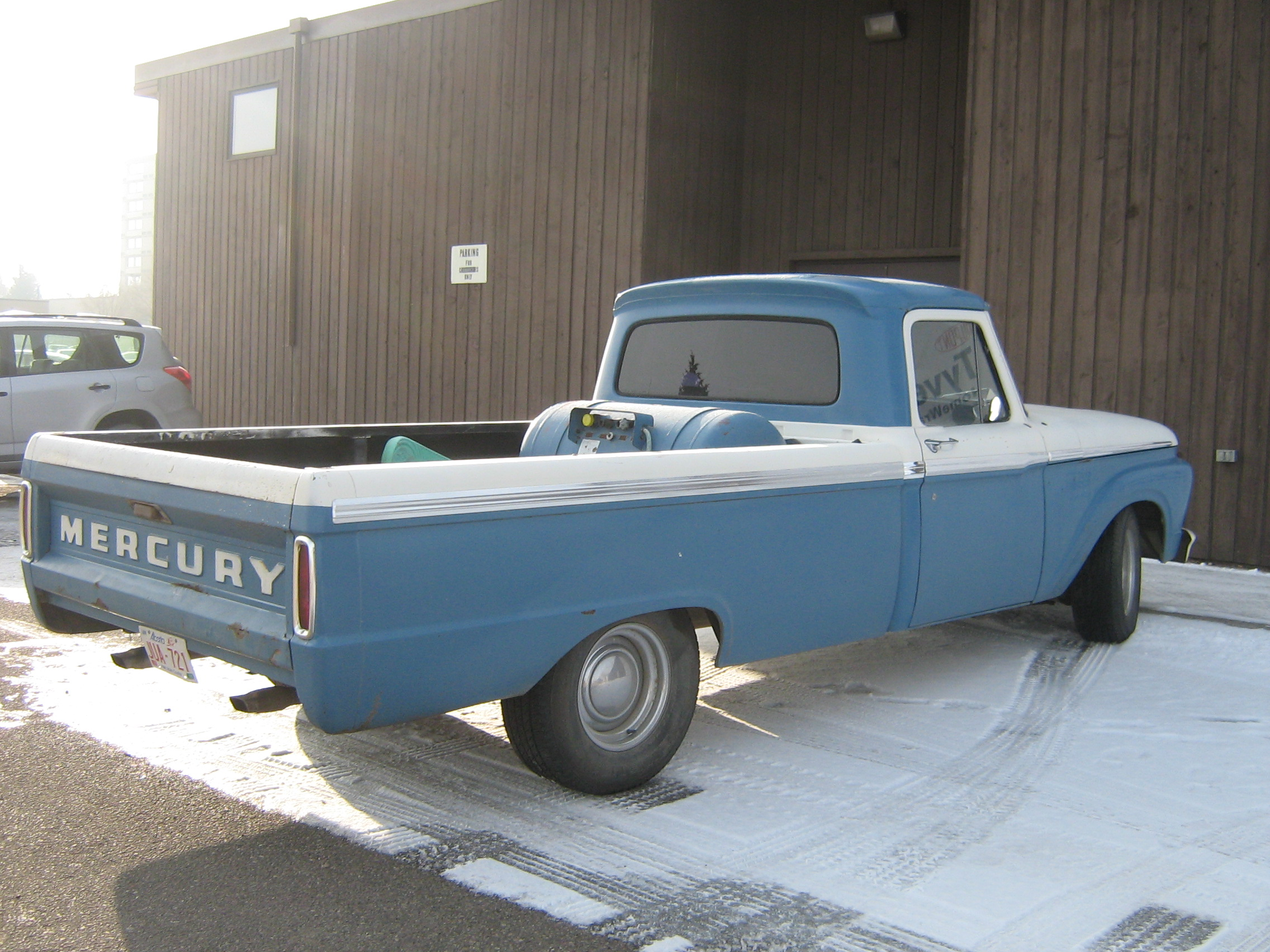
Mercury M-Series IV - tył

Mercury M-Series IV został zaprezentowany po raz pierwszy w 1960 roku.
Podobnie jak bliźniaczy Ford F-Series, Mercury M-Series czwartej gneracji utrzymano w bardziej kanciastych proporcjach nadwoziach, z kolei pod kątem technicznym samochód oparto na nowej platformie niosącej znacznie masywniejszy przedział transportowy, a także i kabinę pasażerską. Z przodu pojawiła się prostokątna atrapa chłodnicy, a także nisko osadzone okrągłe reflektory i wąskie tylne lampy umieszczone pionowo.

### Silniki
- L6 3.7l 114 KM
- L6 3.9l 150 KM
- L6 4.9l 170 KM
- V8 4.8l 170 KM
- V8 5.8l 208 KM

## Piąta generacja

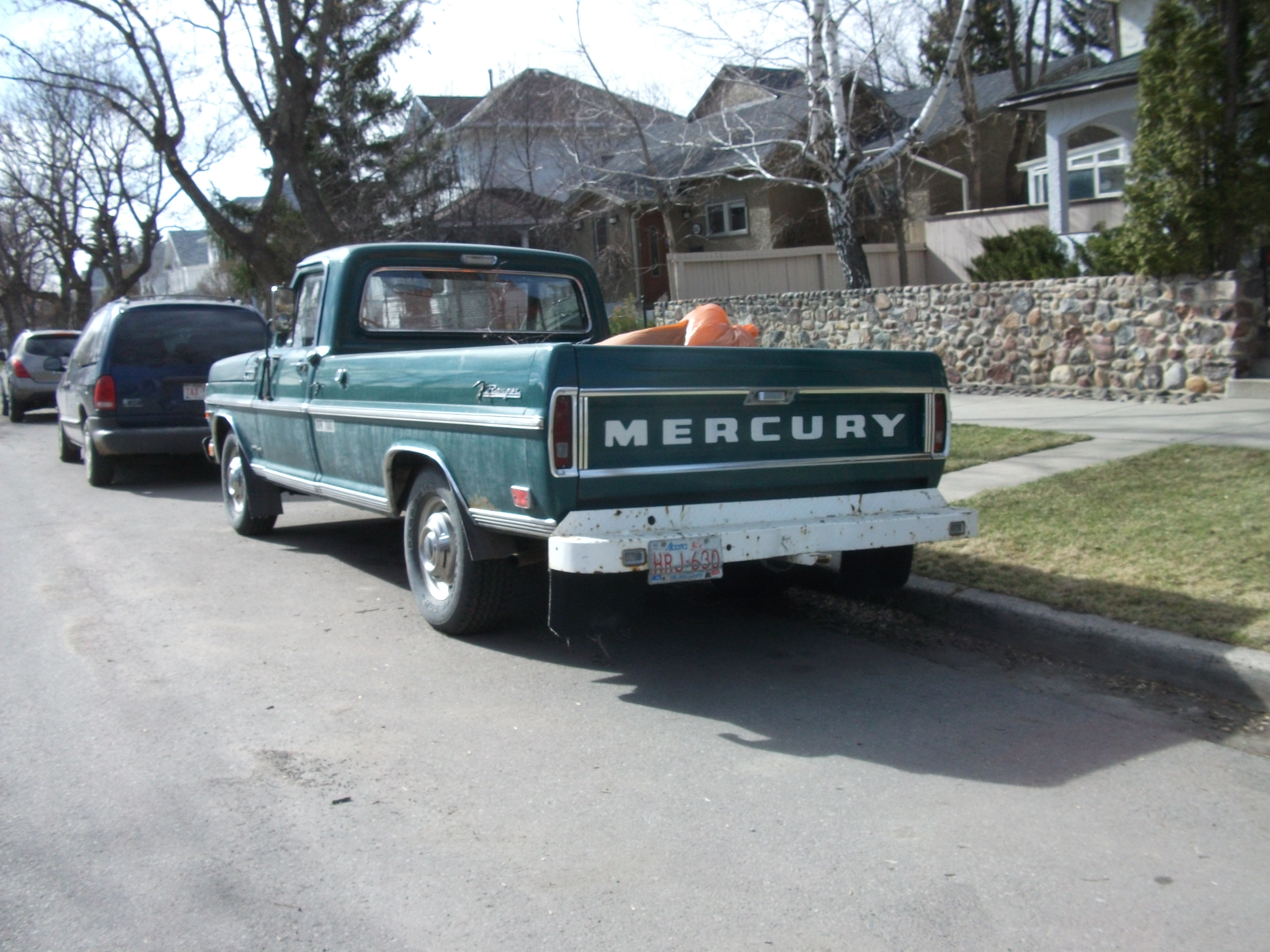
Mercury M-Series V - tył

Mercury M-Series V został zaprezentowany po raz pierwszy w 1966 roku.
Piąta i ostatnia generacja Mercury M-Series była głęboko zmodyfikowanym poprzednikiem, który przeszedł głównie zmiany pod kątem wizualnym. Z przodu pojawiła się większa, chromowana atrapa chłodnicy obejmująca cały pas, a także zmieniono rozmieszczenie reflektorów, które ulokowano tym razem wyżej. Zachowano także rozwiązanie dwukolorowego malowania karoserii.

### Koniec produkcji
W przeciwieństwie do bliźniaczego Forda F-Series wytwarzanego w piątej generacji do początku lat 70. XX wieku, piąta generacja Mercury M-Series produkowana była jedynie dwa lata, znikając z rynku bez następcy w 1968 roku.

### Silniki
- L6 3.9l 150 KM
- L6 4.9l 170 KM
- V8 5.8l 208 KM
- V8 5.9l 215 KM
- V8 6.4l 255 KM
- V8 4.9l 205 KM